# Nioaque
Nioaque, amtlich portugiesisch Município de Nioaque, ist eine Stadt im brasilianischen Bundesstaat Mato Grosso do Sul in der Mesoregion Süd-West in der Mikroregion Bodoquena. Sie liegt am Rande des Nationalparks Serra da Bodoquena.

## Geografie

### Lage
Die Stadt liegt 180 km von der Hauptstadt des Bundesstaates (Campo Grande) und 1205 km von der Landeshauptstadt (Brasília) entfernt.

### Klima
Die Stadt hat wintertrockenes, tropisches Regenklima (AW).

## Geschichte
Ursprünglich Nioac geschrieben, einem Wort aus den Tupí-Guaraní-Sprachen, wurde die am Rio Nioaque gelegene, entweder am 22. April oder 22. Mai 1848 gegründete Vila de Nioac in Nioaque umbenannt. Im Mato-Grosso-Feldzug wurde der Ort durch paraguayische Truppen erobert.

## Fauna
In der Stadt kommt die Vogelspinnenart Nhandu carapoensis vor.

## Wirtschaft

### BIP pro Kopf und HDI
Das Bruttosozialprodukt pro Kopf (BIP) lag 2015 bei 16.181,75 Real, der Index der menschlichen Entwicklung (HDI) im Jahr 2010 bei 0,675. Das Durchschnittseinkommen hat den Faktor 1,8 des monatlichen Mindestlohns.

## Religion
Etwa 62 % der Bevölkerung sind römisch-katholisch, weitere 28 % protestantisch.